# Juan Antonio Frías y Escalante
Juan Antonio Frías y Escalante (Còrdova, 1633 - Madrid, 1669), pintor barroc espanyol del Segle d'Or. A Madrid va ser deixeble de Francisco Ricci i va desenvolupar una important carrera en la Cort a pesar de la seva primerenca mort. Admirador de la pintura veneciana de Tintoretto i Paolo Veronese, també es va mostrar deutor de Van Dyck. Va pintar amb gran suntuositat i claredat lumínica i va sofrir l'influx intimista d'Alonso Cano, per exemple en San Pere Nolasc transportat pels àngels; la seva obra mestra és per ventura el Crist Mort (1663) del Museu del Prado. Els seus últims quadres anuncien l'estil rococó. Algunes obres seves conservades són Comunió de Santa Rosa (1620), Conversió de San Pau (1650, Museu Cerralbo), El sacerdot Ajimelec i David (1667) i Sagrada Família (1680).